# Valle de la Solana
El valle de Solana es un valle pirenaico de la provincia española de Huesca. En el pasado estuvo ocupado por un municipio independiente, absorbido por Fiscal en la década de 1960. Los diversos pueblos que formaban parte de dicho término municipal quedaron deshabitados.

## Historia
En el valle se encontraban localidades como Sasé, Muro, Cajol, Castellar, Semolué, Gere, Burgasé, Cámpol, Giral y Ginobed. Aparece descrito en el decimocuarto volumen del Diccionario geográfico-estadístico-histórico de España y sus posesiones de Ultramar (1849) de la siguiente manera:

SOLANA: valle en la prov. de Huesca, part. jud. de Boltaña, compuesto de los pueblos de Sase, Muro, Cajol, Castellar, Sémolue, Gere, Burgasé (cap.), Campol, Giral y Ginobed. sit. entre montañas; su clima es frio; sus enfermedades mas comunes pulmonias y constipados. Confina con el valle de Vio, Escaro y Tiscal: su estension de N. á S. es de 1 leg., y 2 de E. á O. El terreno es de secano y de mala calidad, por él corren las aguas de un arroyo ó barranco llamado la Guarga que nace en el mismo valle, y la de otros dos de muy poco caudal. Los montes están cubiertos de cagigos, boges, y otros arbustos. Hay canteras de piedra caliza, y una mina de carbon de piedra sin esplotar. Los caminos son malos senderos para los valles limítrofes y pueblos eutre sí. La correspondencia para el valle se recibe de Aínsa y Jaca. prod.: trigo, centeno, patatas y pastos; cria ganados, y caza de perdices y liebres. Las prod. no bastan para el consumo, por lo que se importan granos, aceite y vino. pobl., riqueza y contr.: la de los pueblos que componen el valle.
(Madoz, 1849, p. 423)

El municipio correspondiente, que figura en las «Variaciones de los municipios de España desde 1842» como Semolué, Valle de Solán, cambió en el censo de 1857 su nombre por el de Burgasé. El 23 de febrero de 1967 Burgasé se fusionó con Fiscal y dejó de existir como municipio. Las localidades del municipio quedaron deshabitadas en la década de 1960, si bien a comienzos del siglo XXI se producían okupaciones.